# Antonio Carloni
Antonio Carloni (Rovio, 1470 – Genova, 1525 circa) è stato uno scultore e architetto svizzero-italiano.

## Biografia
La sua famiglia era ricca di artisti: il padre, Giovan Battista, era scultore, il fratello, Michele, scultore e architetto. Forte di questa formazione, dal 1489 lavorò a Genova al fianco di Michele D'Aria e successivamente nella Galleria dei marmi di Raffaele de' Fornari. Le sue prime opere documentate, risalenti al periodo 1501-1504, furono alcune sculture per la cattedrale di San Lorenzo, alle quali lavorò con Michele, e il portale della residenza di Cipriano Pallavicini, successivamente trasferito a Londra e oggi esposto al Victoria and Albert Museum. Molto più documentati gli anni successivi: nel 1508 scolpì a Genova l'altare maggiore della chiesa di San Domenico, l'anno successivo si spostò a Torino e vi scolpì, nel Duomo, il rilievo di Amedeo di Romagnano che fa parte del monumento funerario della famiglia Romagnano. A lui è attribuita un'altra lapide, quella di Andrea Novelli nel Duomo di Alba. Nello stesso edificio religioso, fra il 1515 e il 1517, realizzò, con la collaborazione di Paolo da Milano, Bernardino da Bergamo e Francesco Viladeati, l'altare-reliquiario di Teobaldo Roggeri e di altri santi.

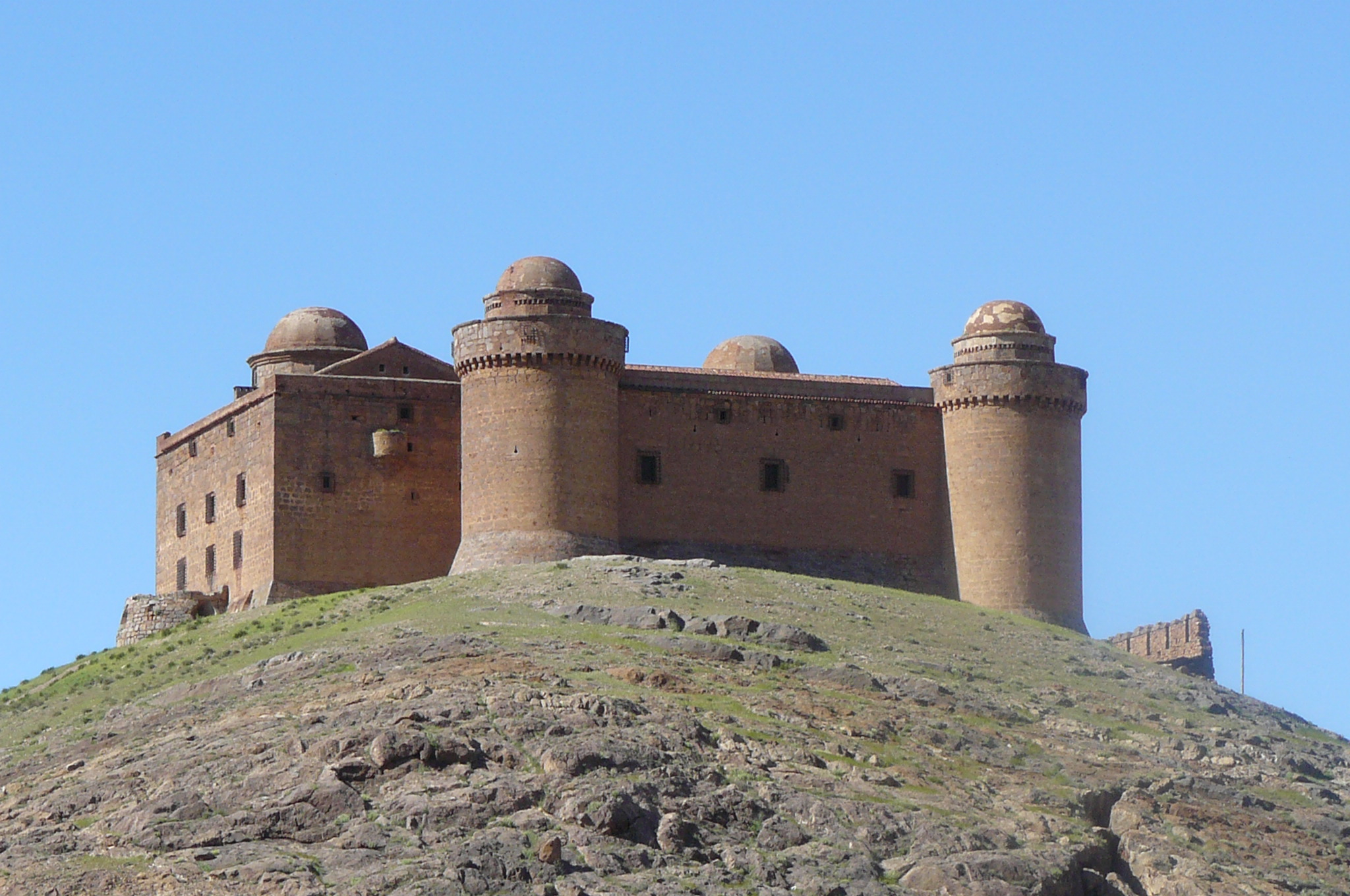
Castello di Calahorra

Infine ottenne un incarico in Spagna: nel 1518 don Rodrigo de Vivar y Mendoza gli affidò il compito di modificare e arricchire di sculture il castello di La Calahorra, ma nello stesso anno, anche se in un periodo successivo, realizzò alcune sculture nel cimitero di Savona.